# Cheval blanc de Kilburn
Pour les articles homonymes, voir Cheval blanc.

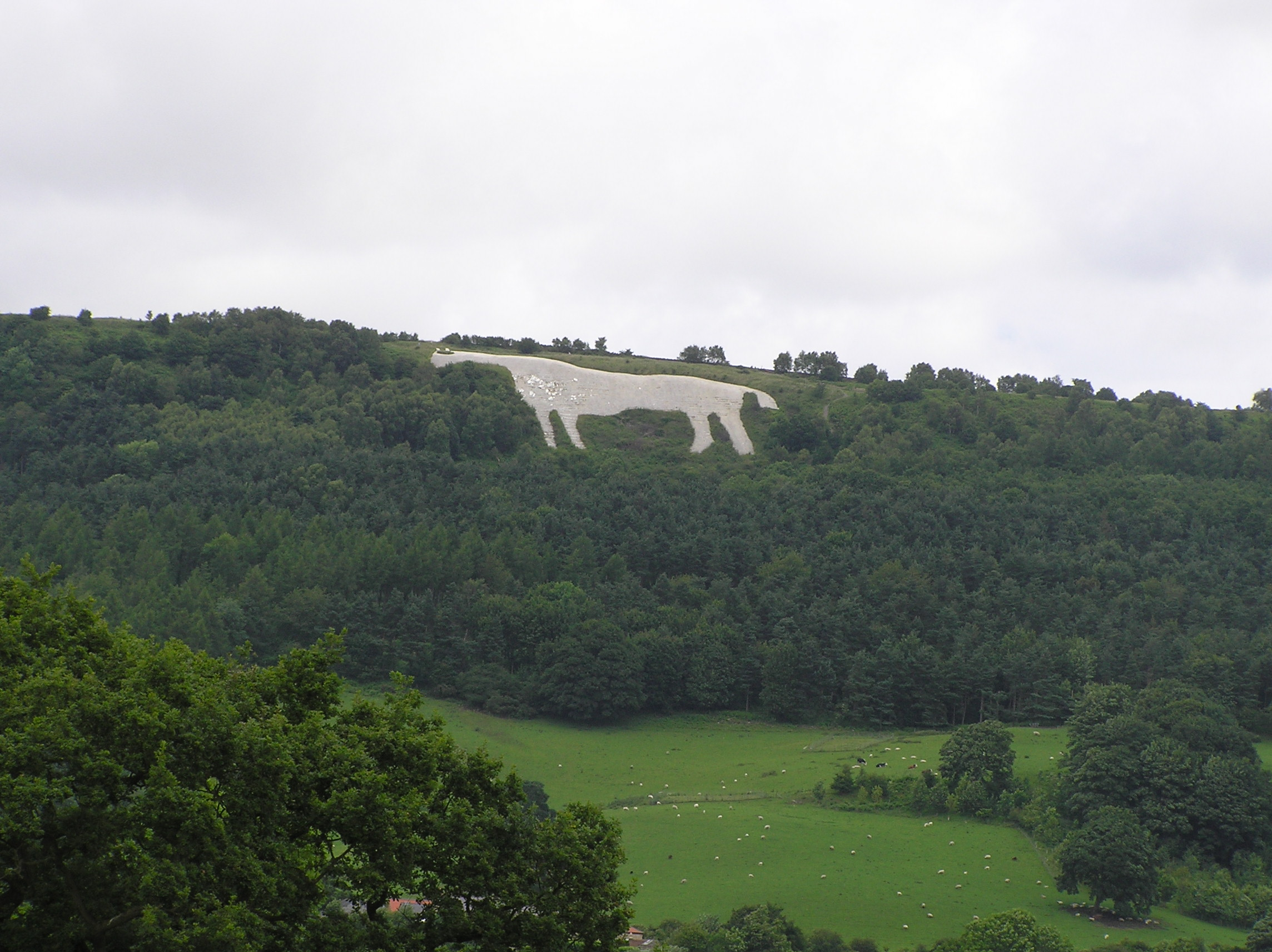
Le cheval blanc de Kilburn.

Le Cheval blanc de Kilburn est la représentation d'une silhouette chevaline de très grande taille creusée dans une colline de craie près du village de Kilburn dans le Yorkshire du Nord en Angleterre. Le cheval mesure 97 mètres (318 pieds) de long, 67 mètres (220 pieds) de haut et a une superficie de 6 475 m2. On dit que c'est la plus grande figure et aussi celle qui se trouve le plus au nord de l'Angleterre.

## Description
Situé sur le flanc sud de Sutton Bank, près de Roulston Scar et au bord du plateau de Hambleton, il est orienté vers le sud-sud-ouest et est visible de loin, surtout à partir de la ligne de chemin de fer de la côte Est au sud de Thirsk.
Géologiquement, Sutton Bank est composé de calcaire et le cheval a été créé en enlevant une couche de terre (humus) pour dévoiler le rocher sous-jacent. Il a été créé en novembre 1857 par le professeur de l'école John Hudson et ses élèves avec l'aide de quelques volontaires. 

Dans le parking en contrebas de la figure on peut lire sur un panneau : 

« Le Cheval Blanc de Kilburn – Figure taillée en 1857 à l'initiative de Thomas Taylor, originaire de Kilburn. En 1925, les lecteurs du journal "Yorkshire Evening Post" ont souscrit à un fonds pour la restauration, et un reliquat de 100 £ a été investi pour l'entretien triennal de la figure. »

.
Mais dans son livre de 1949, Morris Marples donne à Thomas Taylor le crédit d'être l'initiateur du projet. Né à Kilburn, Taylor était acheteur pour un marchand de provisions à Londres. Il a semble-t-il participé en 1857 à l'inauguration du Cheval blanc d'Uffington.  Ce qui lui a inspiré de faire pareil dans son village natal. Il fallait 33 hommes pour le découper et 6 tonnes de calcaire étaient utilisées pour blanchir le rocher exposé.
De nos jours, il y a un parking en bas du cheval blanc et un chemin qui monte en passant directement au-dessus du cheval. L'image actuelle est formée de morceaux de calcaire de couleur blanc-cassé, mais la pente raide de la colline, surtout au niveau de la poitrine et des pattes avant, a subi un effondrement qui est retenu avec des planches de soutènement.
La vue à partir du chemin est magnifique. Le parking est situé sur une route secondaire à forte inclinaison entre le village de Kilburn et le Centre des Visiteurs sur l'axe principal de Scarborough. Le meilleur point de vue du cheval même est de la rue sur le Bagby où des bancs publics permettent de l'observer tranquillement.
Pendant la Seconde Guerre mondiale, le cheval était caché afin d'éviter qu'il devienne un point de repère pour les bombardiers.[réf. souhaitée]